# Ghassan
Ghassan (arabisch غسّان, DMG Ġassān) ist ein arabischer männlicher Vorname mit der Bedeutung „Jugend“.

## Namensträger
- Ghassan Andoni (* 1956), palästinensischer Physiker und Friedensaktivist
- Ghassan Kanafani (1936–1972), palästinensischer Schriftsteller
- Ghassan Massoud (* 1958), syrischer Filmschauspieler
- Ghassan Salamé (* 1951), libanesischer Politikwissenschaftler, Politiker und UN-Berater
- Ghassan Tueni (1926–2012), libanesischer Journalist, Herausgeber, Diplomat und Politiker